# Silénos de Calé-Acté
Œuvres principales
- Histoire d'Hannibal
- Histoire de la Sicile

Silénos de Calé-Acté est un historien grec de Sicile actif entre le IIIe et le IIe siècle av. J.-C.

## Biographie
Silénos est originaire ou s'est établi dans la cité de Calé Acté (Καλὴ Ἀκτὴ), localisée près de Caronia au nord-est de la Sicile, fondée en 446 av. J.-C. par Doukétios.

## Œuvre
Ses œuvres ne nous sont pas parvenues et ne sont connues que grâce à des citations. Il est l'auteur d'une Histoire de la Sicile comprenant au moins quatre livres et d'une Histoire d'Hannibal qui présente les évènements de la deuxième guerre punique sous un jour favorable à Carthage.
Les travaux de Silénos servent de sources à des auteurs plus tardifs comme Coelius Antipater, Cicéron, Silius Italicus ou Tite-Live comme l'atteste l'épisode du « songe d'Hannibal » qui remonte à Silénos et qui se trouve bien établi dans la tradition par la suite. Dans cet épisode, Hannibal, toujours en Espagne, reçoit dans un songe la visite de Mercure qui lui conseille de partir en campagne sans plus attendre. Toujours dans ce même rêve, Hannibal voit sous la forme d'un gigantesque serpent noir détruisant tout sur son passage les désordres qu'il va causer jusqu'en Italie.